# Bromus attenuatus
Bromus attenuatus är en gräsart som beskrevs av Jason Richard Swallen. Bromus attenuatus ingår i släktet lostor, och familjen gräs. Inga underarter finns listade i Catalogue of Life.